# Баччелли, Фульвио
Фульвио Баччелли (род. 22 января 1951, Триест) — итальянский раллийный пилот, победитель Ралли Новой Зеландии в 1977 году.

## Карьера
Баччелли дебютировал в ралли в 1971 году. В 1974 году он начал выступать за команду Fiat, лучший результат в этом году — шестое место на Ралли Корсики. Он занял четвёртое место в 1975 году Ралли Монте-Карло. В 1977 году он выиграл Ралли Новой Зеландии.

## Чемпионат мира по ралли (очковые финиши)
| Год  | Ралли                | Штурман             | Автомобиль        | Место |
| ---- | -------------------- | ------------------- | ----------------- | ----- |
| 1974 | Ралли Корсики        | Бруно Скабини       | Fiat 124 Abarth   | 6     |
| 1975 | Ралли Монте-Карло    | Бруно Скабини       | Fiat 124 Abarth   | 4     |
| 1977 | Ралли Новой Зеландии | Франческо Роззетти  | Fiat 131 Abarth   | 1     |
| 1977 | Ралли Корсики        | Бруно Скабини       | Fiat 131 Abarth   | 3     |
| 1978 | Ралли Монте-Карло    | Арнальдо Берначчини | Lancia Stratos HF | 10    |

## Чемпионат Европы по ралли (подиумы)
| Год  | Ралли                          | Штурман            | Автомобиль      | Место |
| ---- | ------------------------------ | ------------------ | --------------- | ----- |
| 1974 | Ралли Сан-Мартино              | Бруно Скабини      | Fiat 124 Abarth | 1     |
| 1975 | Ралли Штуттгарт-Лион-Шарбоньер | Бруно Скабини      | Fiat 124 Abarth | 2     |
| 1975 | Zlatni Piassatzi               | Бруно Скабини      | Fiat 124 Abarth | 1     |
| 1975 | Ралли Сан-Мартино              | Бруно Скабини      | Fiat 124 Abarth | 3     |
| 1976 | Ралли Эльбы                    | Франческо Роззетти | Fiat 131 Abarth | 2     |
| 1976 | Ралли Сан-Мартино              | Франческо Роззетти | Fiat 131 Abarth | 2     |